# Teoría de la complejidad y organizaciones
La Teoría de la Complejidad y Organizaciones, también llamada estrategia de la complejidad u organización compleja adaptativa, es el uso de la teoría de la complejidad en el campo de la gestión estratégica y los estudios organizacionales. En general, se dice que una organización será compleja según la diversidad de sus actividades, la especialización requerida y la dificultad del medio ambiente, y puede variar de complejidad dentro de la misma organización.

## Resumen
La teoría de la complejidad ha sido utilizada en los campos de la gestión estratégica y estudios organizacionales. Las áreas de aplicación incluyen la comprensión de cómo las organizaciones o empresas se adaptan a su entorno y cómo hacen frente a situaciones de incertidumbre. La teoría trata a las organizaciones y empresas como colecciones de estrategias y estructuras. La estructura es compleja, debido a que son redes dinámicas de interacciones, y sus relaciones no son resultado de la agregación de las entidades estáticas individuales. Son adaptativos;. Porque los comportamientos individuales y colectivos mutan y se autoorganizan en respuesta a los cambios iniciales de los micro eventos o el conjunto total de eventos
Las organizaciones pueden ser tratados como sistemas adaptativos complejos (SAC), ya que poseen sus principios fundamentales como la autoorganización, complejidad, emergencia, interdependencia, espacio de posibilidades, coevolución, caos, y autosimilitud. Un ejemplo típico, de una organización comportándose como un SAC, es la Wikipedia ya que es colaborada y dirigida por una estructura de gestión poco organizada, compuesta por una mezcla compleja de interacciones humano-computadora. Mediante la gestión del comportamiento, y no sólo el contenido, Wikipedia utiliza reglas sencillas para producir una compleja y cambiante base de conocimientos que ha sustituido en gran medida las fuentes antiguas en el uso popular. Otros ejemplos incluyen: la compleja red mundial macroeconómica de un país o grupo de países, el mercado de valores y la compleja red de sociedades de cartera transnacionales; empresas de manufactura, y cualquier intento social humano basada en grupos en una determinada ideología y sistema social como partidos políticos, comunidades, organizaciones geopolíticas y redes terroristas de naturaleza tanto jerárquica como carente de dirección formal. Este nuevo estado de nivel macro puede crear dificultades para un observador que explique y describa el comportamiento colectivo en términos de sus partes constituyentes, como resultado de las redes de interacciones dinámicas complejas, expuestos anteriormente.
Los SAC se contrastan con los sistemas ordenados y caóticos por la relación que existe entre el sistema y los agentes que actúan dentro de ellos. En un sistema ordenado el nivel de restricciones significa que el comportamiento de todos los agentes está limitado a las reglas del sistema. En un sistema caótico de los agentes carecen de restricciones y son susceptibles a la estadística y otros análisis. En un SAC, el sistema y los agentes coevolucionan; el sistema ligeramente limita el comportamiento del agente, pero los agentes modifican el sistema por su interacción con él. Este tipo de autoorganización es una característica importante de los SAC;. Y su capacidad de aprender a adaptarse, los diferencia de otros sistemas autoorganizados.
El enfoque de los SAC a la estrategia busca entender la naturaleza de las limitaciones del sistema y la interacción de los agentes, por lo que generalmente toma un enfoque evolucionista o naturalista de la estrategia. Los más recientes estudios de los estudiosos de la organización han contribuido en gran medida a nuestra comprensión de cómo los conceptos de las ciencias de la complejidad se pueden utilizar para comprender la estrategia y las organizaciones. Gran parte de esta investigación integra simulación por ordenador y los estudios organizacionales.

## Lectura complementaria
- Anderson, P. 1999. Teoría de la Complejidad y la Ciencia de la Organización Organization Science, 10 (3): 216-232.
- Axelrod, RA, y Cohen, MD, 2000. El Aprovechamiento de la Complejidad: Implicaciones Organizacionales de una Frontera Científica. New York: The Free Press
- Yaneer Bar-Yam (2005). Hacer que las Cosas Funcionen: Solución de Problemas Complejos en un Mundo Complejo. Cambridge, MA: Conocimiento Prensa
- Beautement, P. & Broenner, C. 2010. Complejidad Desmitificada: Guía para Profesionales. Axminster:Triarchy Press
- Brown, SL, y Eisenhardt, KM 1997. El Arte del Cambio Continuo: Vinculando la Teoría de la Complejidad y la Evolución en el Tiempo en el Cambio Constante de las Organizaciones Administrative Science Quarterly, 42: 1-34
- Burns, S., y Stalker, GM 1961. La Gestión de la Innovación. Londres: Tavistock Publications
- Davis, JP, Eisenhardt, KM, y Bingham, CB 2009. Estructura Óptima, el Dinamismo del Mercado, y la Estrategia de las Reglas Simples. Administrative Science Quarterly, 54: 413-452
- De Toni, AF, Comello, L., 2010. Más Allá de la Complejidad. Udine: Lulu Editorial
- Gell-Mann, M. 1994. El Quark y el Jaguar: Aventuras en lo Simple y lo Complejo. Nueva York: WH Freeman
- Kauffman, S. 1993. Los orígenes del Orden. Nueva York, Nueva York: Oxford University Press.
- Levinthal, D. 1997. Adaptación en Escenarios Difíciles.. Gestión de la Ciencia, 43: 934-950
- March, J. G. 1991. Exploración y Explotación en el Aprendizaje Organizacional. Organization Science, 2 (1): 71-87
- McKelvey, B. 1999. Evitando Complejas Catástrofes en los Bolsillos Coevolutivos: Estrategias para Escenarios Difíciles. Organización de Ciencia, 10 (3): 249-321
- McMillan, E. 2004. Complejidad, Organizaciones y Cambio. Routledge.ISBN 0-415-31447-X ISBN 0-415-39502-X
- Moffat, James. 2003. Teoría de la Complejidad y la Rede Neurálgica de la Guerra
- Perrow, C. Organizaciones Complejas: Un Ensayo Crítico Scott, Forseman & Co., Glenville, Illinois
- Rivkin, J., W. 2000. Imitación de Estrategias Complejas. Gestión de la Ciencia, 46 (6): 824-844
- Rivkin, J. y Siggelkow, N. 2003. Estabilidad y Búsqueda Balanceada: Interdependencias Entre los Elementos del Diseño Organizacional. Gestión de la Ciencia, 49, pp 290-311
- Rudolph, J., y Repenning, N. 2002. Dinámica del Desastre: Comprender la Función de la Cantidad en el Colapso de la Organización. Administrativo Science Quarterly, 47: 1-30
- Schilling, MA 2000. Hacia una Teoría General de Sistemas Modulares y su Aplicabilidad a la Modularidad de los Producto Intra-Empresas. Academy of Management Review, 25 (2): 312-334
- Siggelkow, S. 2002. Evolución Hacia lo Ajustado. Administrativo Science Quarterly, 47, pp 125-159
- Simon, H. 1996 (1969, 1981) Las Ciencias de lo Artificial (3 ª edición) MIT Press
- Smith, Edward. 2006 Complejidad, Redes y Efectos Basados en un Acercamiento a las Operaciones, Edward
- Snowden, DJ Boone, M. 2007. "Marco de los Líderes para la Toma de Decisiones". Harvard Business Review, noviembre de 2007, pp 69-76.
- Weick, KE 1976. Organizaciones Educativas como Sistemas Débilmente Acoplados. Administrativo Science Quarterly, 21 (1): 1-19